# Celastrina mixta
Celastrina mixta är en fjärilsart som beskrevs av Ruggero Verity 1919. Celastrina mixta ingår i släktet Celastrina och familjen juvelvingar. Inga underarter finns listade i Catalogue of Life.